# František Brauner
František Brauner (21. ledna 1917 Vídeň – 7. května 1942 koncentrační tábor Mauthausen) byl československý voják a příslušník výsadku výsadku S1/R popravený nacisty.

## Život
František Brauner se narodil 21. ledna 1917 ve Vídni. Za protektorátu bydlel v Brně (byl svobodný a bez náboženského vyznání), kde pracoval jako obchodní příručí. V roce 1939 se mu podařilo dostat se do Polska a odtud do ruského zajetí. Nejprve byl v SSSR internován jako válečný zajatec, ale později byl proškolen a absolvoval výcvik (střelba z pistole, zacházení s ručními granáty a třaskavinami, provádění sabotážních akcí a sběr zpravodajsky cenných informací) pro vnitřní záležitosti (organizovaný instruktory Lidového sekretariátu).

### Výsadek S1/R a jeho úkoly
V noci z 9. na 10. září 1941 byl vysazen u obce Dřínov na Kroměříšsku jako jeden ze čtyř členů paradesantního výsadku výsadku S1/R, který byl organizován československou vojenskou misí v SSSR. (Tato mise pod vedením Heliodora Píky zastupovala v SSSR zájmy londýnské exilové vlády. Mise na sovětském území řídila formování československých vojenských jednotek.)
Úkolem výsadku S1/R bylo navázání spojení s domácím odbojem, vytvoření zpravodajské sítě (získané informace měly být předávány do SSSR pomocí vysílačky, která byla součástí operačního materiálu disentu), sestavení sabotážních skupin schopných realizovat (pod vedením parašutistů) diverzní akce. Teritoriálně měla být sabotážemi a zpravodajsky pokryta oblast celé Moravy (včetně Ostravska) a to s důrazem na železniční dopravu a zbrojní průmysl.

### Členové výsadku S1/R

#### Bohuslav Němec
Velitelem výsadku byl nadporučík Bohuslav Němec, který disponoval falešným průkazem na jméno Vítězslav Taranza. Němec měl vytvořit zpravodajskou síť na Přerovsku a v prostoru Žiliny, organizovat zde sabotáže, ilegální skupiny a s nimi připravovat ozbrojené povstání. K zemi se snesl s obnosem 7 tisíc Kč (a dalších 10 tisíc Kč měl uložit do mrtvé schránky u sochy doktora Jedličky v parku na Barrandově.)

#### František Ryš
Dalším členem výsadku byl rotný František Ryš (bývalý majitel restaurace) vybavený falešným průkazem na jméno Ladislav Sedláček. Jeho úkolem po vysazení v protektorátu bylo zbudovat zpravodajskou síť na Ostravsku a zřídit rádiové spojení s Moskvou.

#### Jan Kasík
Třetím členem paraskupiny byl bývalý hutník (dělník) desátník Jan Kasík (krycí jméno Kořínek, * 16. června 1916 Lyžbice). V době tzv. ohrožení republiky (před podepsáním Mnichovské dohody) sloužil v československé armádě a jeho jednotka měla za úkol střežit Záolší. (Sám odsud pocházel.) Po postoupení pohraničí byla tato oblast Těšínska zabrána Polskem, Jan Kasík se stal Polákem a z evidence československé armády byl vyřazen. V lednu roku 1939 přešel na Slovensko, připojil se ke své bývalé jednotce, ale poté, co Slováci vyhlásili samostatný stát (14. března 1939), byl z armády opět uvolněn. Do Záolší k matce jezdil tajně, zatímco bydlel na Moravě. Dne 22. srpna 1939 byl Poláky zatčen, ale 1. září 1939 vypukla druhá světová válka a Jan Kasík se připojil k československé jednotce v Polsku. S ní se posléze dostal do SSSR. Tam jej podplukovník Ludvík Svoboda vybral (po absolvování odpovídajícího výcviku) pro tajné úkoly v protektorátu. Ve výsadku S1/R měl Jan Kasík doklady znějící na jeho skutečné jméno, ale krycí odbojové jméno měl Božena. Jeho úkolem bylo organizování zpravodajské sítě na Frýdecku (informace, poznatky a zprávy měl předávat rotnému Františku Ryšovi), dohled nad realizací sabotáží na Ostravsku a Bohumínsku, zakládání ilegálních bojových formací jako přípravu na budoucí povstání. Jan Kasík ale výsadek S1/R zradil. Byl zatčen gestapem 6. listopadu 1941 ve vlaku z Otrokovic, kde se skrýval u svého bratra. Po zatčení se stal konfidentem gestapa, přijal německé státní občanství a po vstupu do německé armády byl (po krátkém pobytu v Berlíně) odvelen na italskou frontu, kde zahynul.

#### František Brauner
Čtvrtý v pořadí – rotný František Brauner (falešné doklady na jméno František Vrzal) – měl ve výsadku S1/R funkci radiotelegrafisty. Zároveň byl (v určeném operačním prostoru na Brněnsku) pověřen rámcově obdobnými úkoly jako desátník Jan Kasík.

Tři ze čtyř parašutistů výsadku S1/R
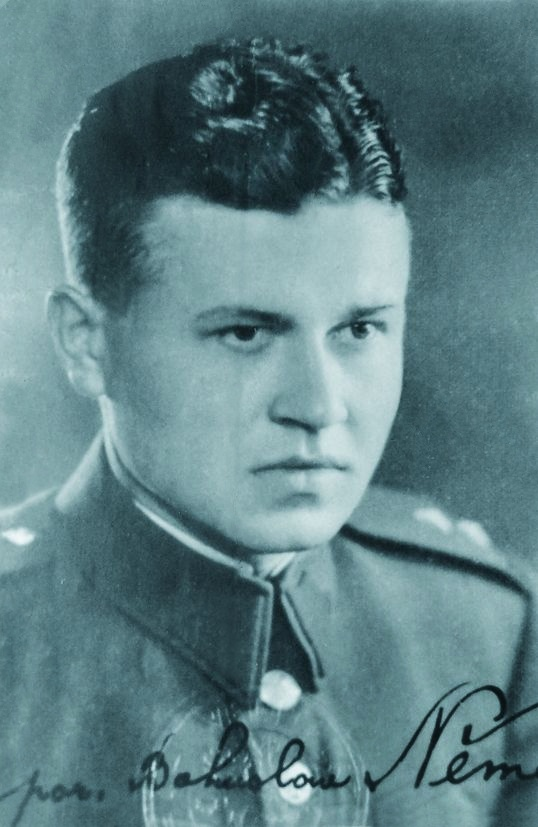
Bohuslav Němec
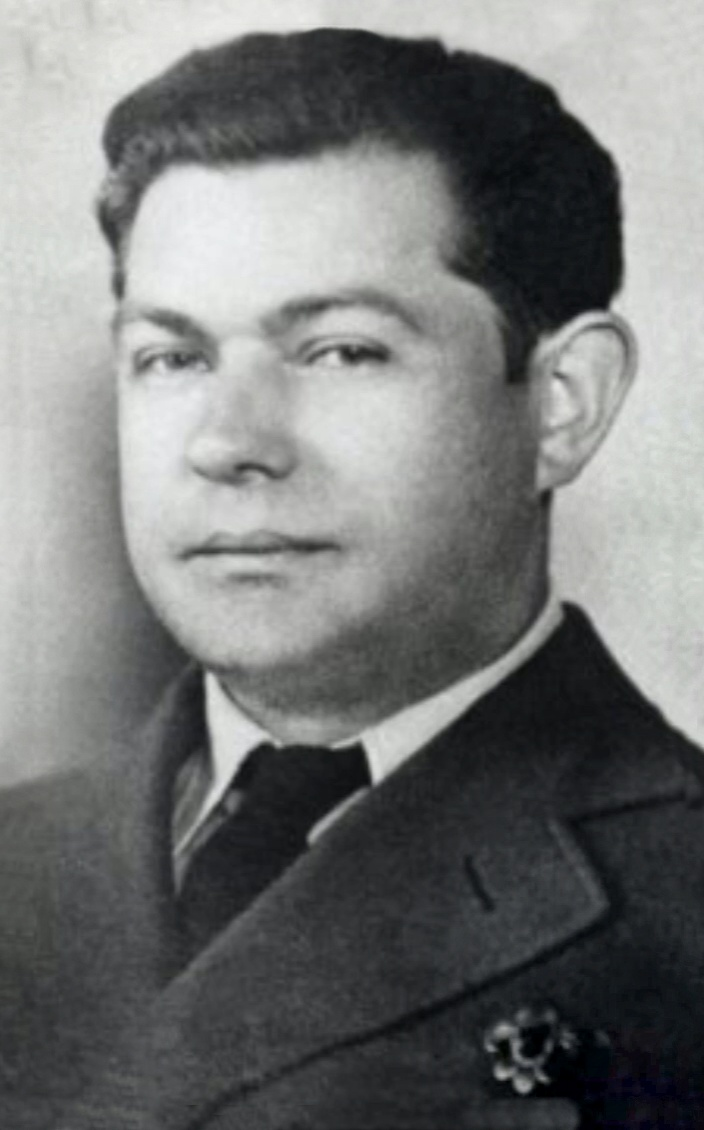
František Ryš
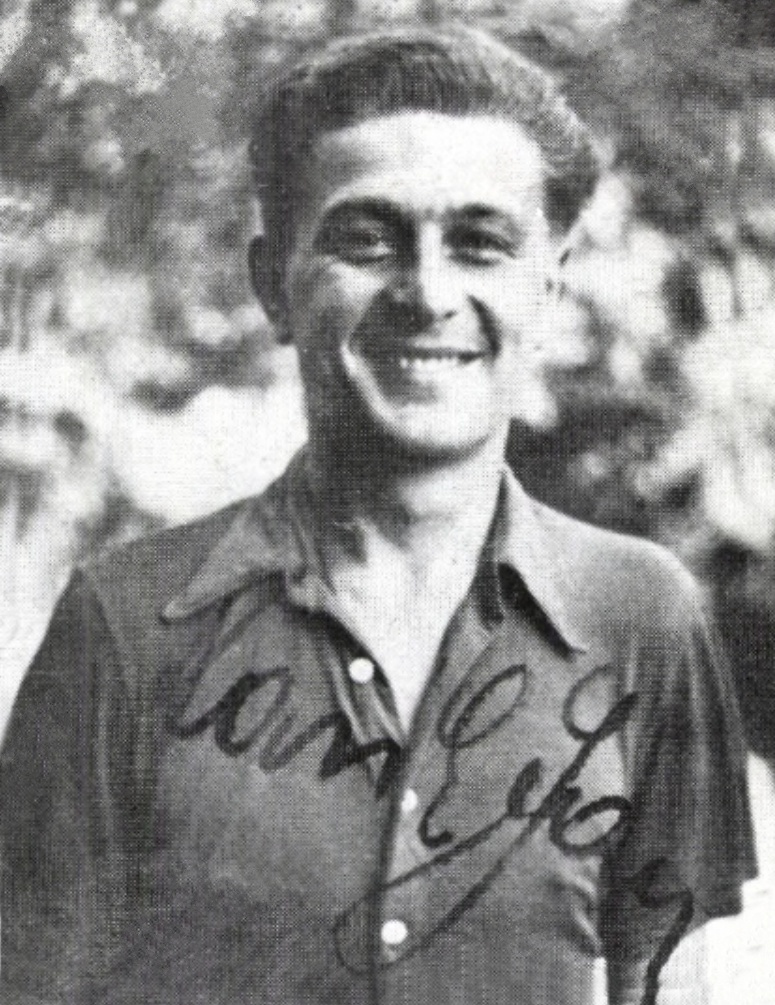
Jan Kasík

### Osudy členů výsadku
Původně měl být výsadek S1/R „shozen“ na Lysou horu v Beskydech, ale nakonec parašutisté přistáli přímo do středu svého operačního prostoru. Po seskoku se ale parašutisté na zemi nesešli, výsadek se rozptýlil. Každý z parašutistů zakopal svůj padák a operační materiál disentu poblíž místa dopadu. František Brauner ukryl vysílačku pod hromadu listí v zámeckém parku v Dřínově. Nákladní padák a bedničku s ručními granáty a výbušninami nalezli ráno chodci při své cestě do práce. O seskoku se tak dozvěděla protektorátní policie a pak gestapo a odtud prostřednictvím agenta A-54 i vedení domácího odboje. To informaci předalo do Londýna a odtud se dostala do Moskvy.
Jednotliví parašutisté se vydali nejdříve na adresy svých příbuzných a spolehlivých známých a teprve potom se začali vzájemně hledat a navazovat zpravodajské kontakty. Při svém ilegálním pobytu v protektorátu je nejvíce zaměstnávalo hledání spolehlivých ilegálních úkrytů.
Dalším problémem k akutnímu řešení byla záchrana jejich vysílačky ukryté Františkem Braunerem po přistání v parku dřínovského zámku. Ta byla úspěšně vyzvednuta kroměříšskými spolupracovníky výsadku S1/R. (Akce se účastnila i Irena Svobodová.) Do (marného) hledání vysílačky se ale o něco později (kolem 20. září 1941) pustili i přerovští odbojáři (sochař František Mádle, četnický strážmistr Jan Procházka, manžel Marie Dřevojánkové Josef Dřevojánek a kojetínský zahradník Rajmund Navrátil). (Svoje první hledání ještě zopakovali po několika dnech, pochopitelně opět s negativním výsledkem.)
Do Přerova (za svým velitelem) se oddělenými cestami vypravili kolem 15. září 1941 jak rotný František Ryš tak i rotný František Brauner. Oba navštívili rodiče nadporučíka Bohuslava Němce, ale tam se s ním nesešli, Nadporučík Bohuslav Němec v Přerově nebyl. Tou dobou právě pobýval v hostinci Františka Kubiče Na Tesáku v Hostýnských horách. Odbojáři z Přerova (konkrétně učitel František Drbal) dopravili Ryše a Braunera do bytu kominického mistra a bývalého legionáře Josefa Riedla. Tady (v Jateční ulici) se oba parašutisté setkali, nalezli místo pro nocleh, manželé Riedlovi a jejich podnájemník profesor průmyslovky František Dráb výsadkáře vybavili šatstvem a potravinami.
František Brauner odcestoval 16. září 1941 do Brna, odtud do Kroměříže a zde se zkontaktoval s místní odbojovou skupinou Obrany národa. Dne 25. září 1941 se vypravil do Přerova, kde se (prostřednictvím Marie Poláchové z Brodku u Přerova) setkal (ve vile Jana Skopala v Brodku) s velitelem výsadku S1/R nadporučíkem Bohuslavem Němcem. (Předtím přespal v bytě dalšího přerovského odbojáře, ředitele přerovské pobočky Moravské banky Bohumila Zedníčka.) Nakonec se celý výsadek sešel u manželky podplukovníka Ludvíka Svobody paní Ireny Svobodové v Kroměříži, Divišova ulice 39.

### Zhodnocení splnění cílů výsadku
Paraskupina S1/R navázala spolupráci s moravským vedením PVVZ, skupinou Národní odboj a podařilo se jí vytvořit za poměrně krátký čas relativně velkou síť spolupracovníků. Spojení s českým hnutím odporu na Ostravsku se zdařilo. K organizování ani k provedení žádných sabotážních akcí nedošlo. Ačkoliv byla vysílačka výsadku S1/R zachráněna, snahy o navázání radiového spojení s centrálou v Moskvě nebyly korunovány úspěchem.
I přes nemožnost navázat radiové spojení s Moskvou byla zahraniční centra československého odboje o výsadku S1/R rámcově informována. Londýnské centrum získalo informace o osudech výsadku S-1/R díky depeši z 21. září 1941 odvysílané raditelegrafickou stanicí SPARTA I z pražských Jinonic. Radiová stanice (pracující pro ÚVOD) v depeši informovala nejen o poškození vysílačky výsadku S1/R, ale i o nálezu padáku a ručních granátů protektorátními bezpečnostními orgány u Dřínova i o domácím odboji, který ukryl trojici parašutistů (Františka Ryše, Františka Braunera a Bohuslava Němce).

### Zrádci v řadách výsadkářů
Nadporučík Bohuslav Němec a rotný František Brauner se 26. září 1941 na přerovském vlakovém nádraží náhodně setkali se svým bývalým kolegou – parašutistou z výsadku Aroš sovětské vojenské rozvědky NKVD Ferdinandem Čihánkem. Parašutisté si povídali o svých osudech a rámcově si sdělili i svoje úkoly, kterými byli pověřeni na území protektorátu. To ovšem netušili, že se asi 14 dní předtím (3. září 1941) Čihánek přihlásil na olomoucké služebně gestapa, kde prozradil účel a okolnosti svého výsadku a nabídl svoji pomoc při dopadení ostatních parašutistů. Konfident gestapa Ferdinand Čihánek získal klíčové informace (především pravá jména dvou výsadkářů z desantu S1/R) a tento záchytný bod pátrání po „padákových agentech“ později v plné míře využilo olomoucké gestapo jak k zatčení parašutistů z výsadku S1/R, tak i jejich pomocníků.
Ve výsadku Aroš se vyskytl i další zrádce. Byl jím Rudolf Mišutka, který po doskoku nedbale ukryl operační materiál, byl zatčen, při osobní prohlídce u něj nalezli větší částku peněz a tak byl předán gestapu v Krakově. Tam prozradil svoje poslání a místo dopadu a byl předán gestapu do Brna u něhož se plně doznal. Mišutka prozradil obsazení celého výsadku Aroš a z Brna jej předali na Slovensko. Tam jej Ústredňa štátnej bezpečnosti (ÚŠB) využívala coby konfidenta či provokatéra.

### Prozrazení
Na stopu členů disentu S1/R nepřivedl gestapo konfident Jan Kasík, ale gestapo získalo dostatek informací po zradě Rudolfa Mišutky a Ferdinanda Čihánka a také díky výslechům jiných zatčených parašutistů (tzv. Hvězdářů). Informace získané olomouckou služebnou gestapa při výsleších zadržených přerovských spolupracovníků výsadkářů disentu S1/R byly předány do Ostravy. V Ostravě žili rodinní příslušníci četaře Františka Ryše. Gestapo se podařilo „zlomit“ a získat pro spolupráci bratra četaře Františka Ryše, kterým byl Rudolf Ryš a který s výsadkem S1/R příležitostně spolupracoval. Byla prozrazena skutečná jména výsadkářů, bydliště před vypuknutím druhé světové války, jakož i adresy jejich příbuzných. Kriminální pátrání v okolí jejich příbuzných přineslo úspěch.

### Zatýkání, ...
Rudolf Ryš vydal do rukou ostravského gestapa 1. listopadu 1941 (na ilegální schůzce v ostravské kavárně Fénix) velitele výsadku S1/R nadporučíka Bohuslava Němce. František Brauner byl zatčen gestapem 4. listopadu 1941 v Ostravě v kavárně Elektra. Zatčený Bohuslav Němec i František Brauner byli podrobeni zostřeným (tj. brutálním) výslechům během nichž prozradili podrobnosti svých konspirativních spojení. A byl to opět Rudolf Ryš, kdo vylákal Jana Kasíka z místa jeho ilegálního pobytu v Otrokovicích do Ostravy. Při cestě vlakem byl desátník Jan Kasík v Přerově  6. listopadu 1941 zatčen. Kasík si chtěl zachránit zdraví a život a tak se dobrovolně stal spolupracovníkem gestapa.
Stanným soudem v Brně byl rotný František Brauner dne 22. prosince 1941 odsouzen k trestu smrti. Poprava byla vykonána kolektivně (celkem 72 osob) dne 7. května 1942 v koncentračním táboře Mauthausen.
Prozrazeny, zatčeny a potrestány byly desítky osob, kteří se podíleli na pomoci parašutistům z výsadku S1/R. V koncentračním táboře Mauthausen byli popraveni oba bratři Ireny Svobodové: Eduard Stratil (1906–1942) a Jaroslav Stratil (1910–1942). Dne 2. listopadu 1941 byl v Nezamyslicích zatčen gestapem (u svého strýce mlynáře Jaroslava Stratila) i jediný syn manželů Svobodových Miroslav Svoboda, který byl rovněž zavražděn 7. března 1942 v koncentračním táboře Mauthausen. Matka Ireny Svobodové – Anežka Stratilová – byla zavražděna v koncentračním táboře Ravensbrück. Dcera manželů Svobodových – Zoe Svobodová byla pronásledována gestapem pro spolupráci s výsadkem S1/R. Spolu se svojí matkou Irenou Svobodovou obě ženy unikaly zatčení a skrývaly se na různých místech Moravy – nejdéle (1943–1945) v obci Džbánice (nedaleko Moravského Krumlova). 

Členové rodiny Ludvíka Svobody
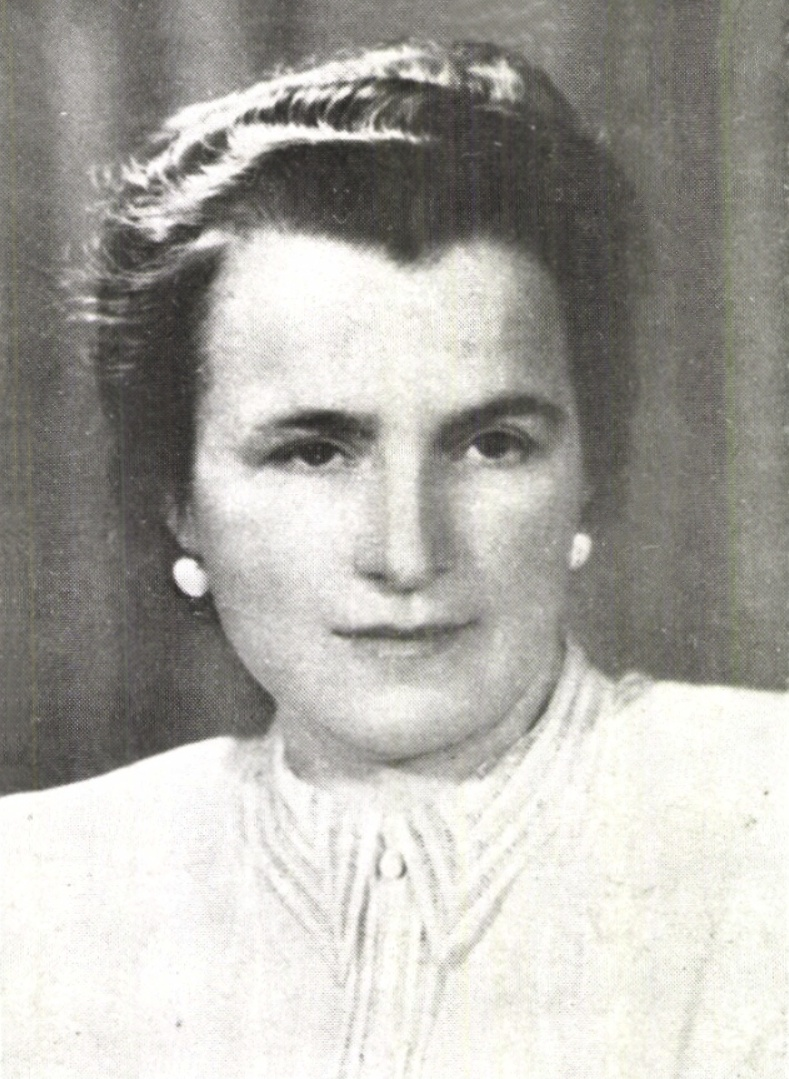
Manželka Irena Svobodová
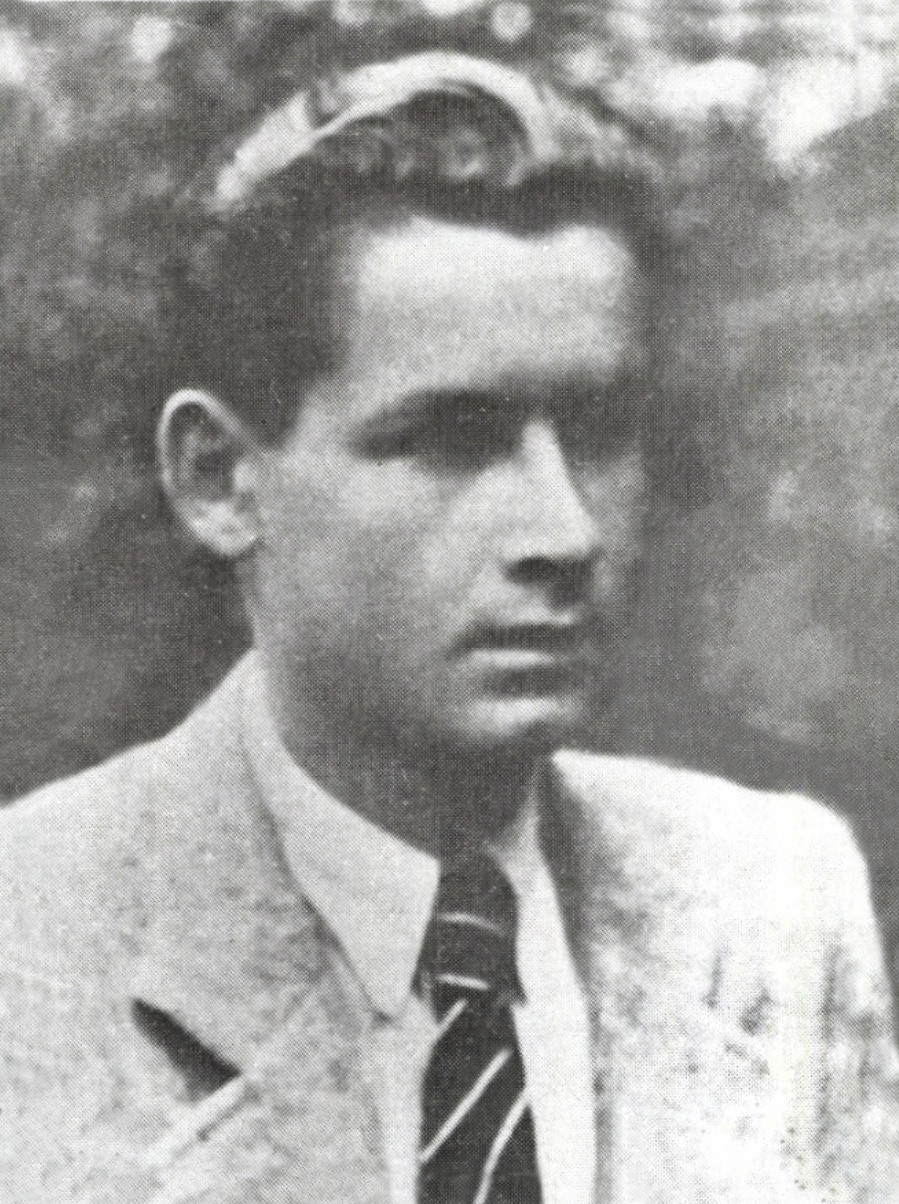
Jejich syn Miroslav Svoboda
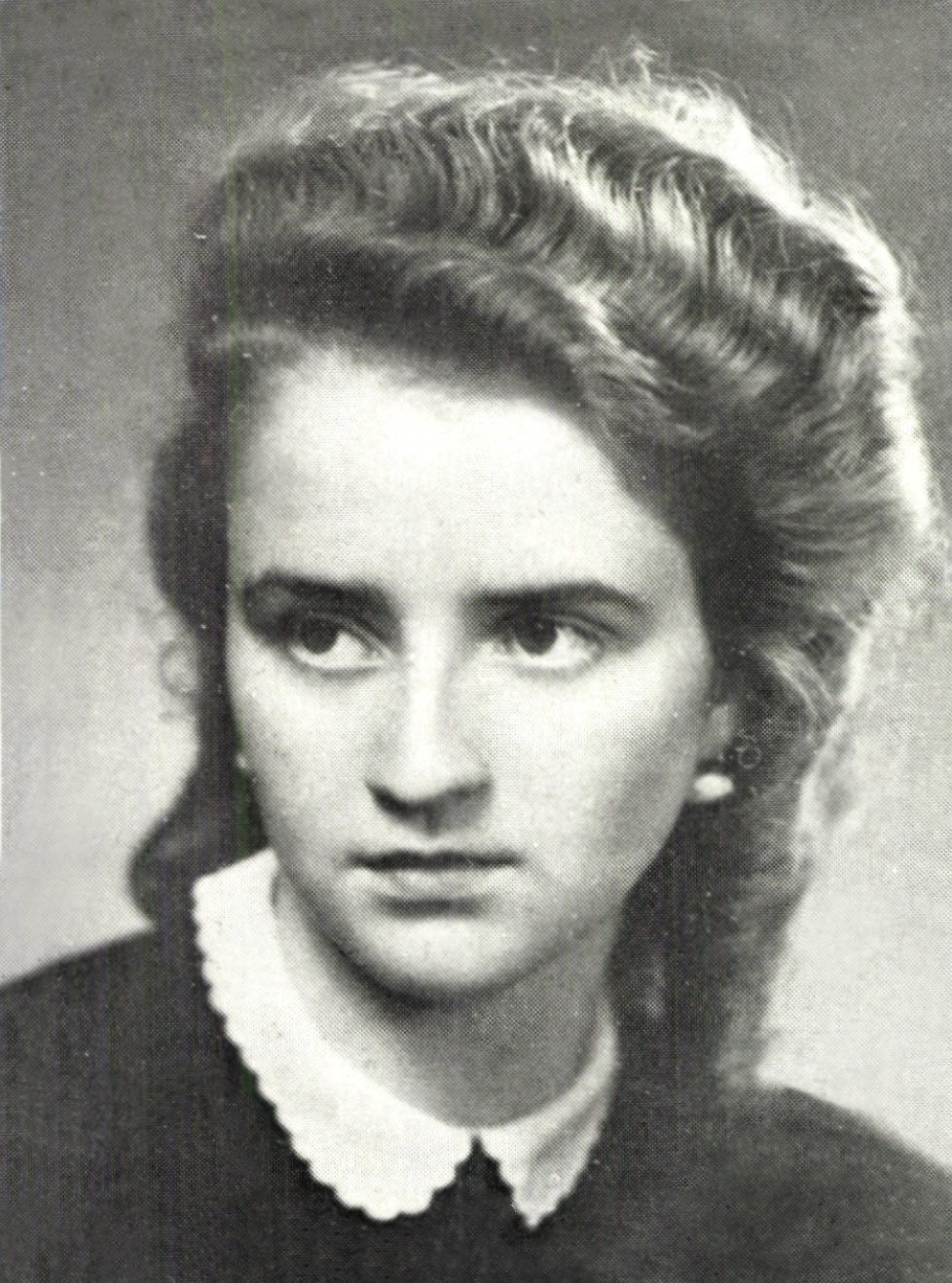
Jejich dcera Zoe Svobodová